# セイエル
株式会社セイエルは、広島県広島市に本社を置く、医薬品、衛生材料、化粧品の卸売事業を中心とする企業。東邦ホールディングスグループで東邦薬品の完全子会社である。

## 沿革
- 1946年（昭和21年） - 広島市にて「杉本薬品商会」（株式会社セイナスの前身）創業。
- 1947年（昭和22年） - 岡山県医師購買利用組合の活動を継承して「岡山医薬品株式会社」（後の株式会社オムエル）を設立。
- 2010年（平成22年）1月 - 株式会社セイナスが、株式会社オムエルを吸収合併し、「株式会社セイエル」に商号変更。
- 2018年（平成30年）9月 - 共創未来山口薬品株式会社及び共創未来広島薬品株式会社を吸収合併。

## 営業所
- 広島県 : 本社（広島西営業所、広島北営業所、広島病院営業所）、幟町オフィス（広島営業部、広島中第一営業所、広島中第二営業所、広島東営業所）、幟町オフィス別館（カスタマーサポート本部）、呉営業所、東広島営業所、福山営業所、三次営業所、尾道営業所
- 岡山県 : 岡山支店（岡山営業部、岡山中営業所、岡山東営業所、岡山南営業所、岡山北第一営業所、岡山北第二営業所、岡山病院営業所）、倉敷営業所（倉敷第一営業所、倉敷第二営業所）、玉島営業所、津山営業所
- 山口県 : 山口営業所（山口営業部）、宇部営業所、下関営業所、周南営業所、岩国営業所、萩連絡所
- 島根県 : 松江営業所、出雲営業所、浜田営業所、益田営業所
- 鳥取県 : 米子営業所（山陰営業部）、倉吉営業所、鳥取営業所